# Nyáry Gyula (szakíró)
Nyáregyházi báró Nyáry Gyula (Bagonya (Hont megye), 1827. február 5. – Pilis, 1907. február 28.) birtokos, főrendiházi jegyző, baromfitenyésztő, szakíró.

## Élete
Nyáry Antal báró koronaőr és Kubinyi Jozéfa fia. A bölcseletet és jogot a pesti egyetemen végezte. Pest megyei törvényszéki ülnök és az alkotmány helyreállítása után 9 évig a főrendiház jegyzője és a legfőbb fegyelmi bíróság tagja volt. A kertészeti társulatnak és az országos baromfitenyésztési egyesületnek hosszú évek során át szintén elnöke volt. Később pilisi (Pest megye) birtokán élt és gazdálkodott.

## Írásai
Szépirodalmi, gazdasági, zenészeti cikkei a következő hírlapokban, folyóiratokban és évkönyvekben: Divatcsarnok (1855. Zenetudorság, Az angol néphymnus, Lombok és virágok, Az aggteleki csepegőkő- és a sziliczei jég-barlang, Luther Márton sajátkezűleg írt szónoklatai Raksányi Pálnál, Pár vonás boldogult Ferjencsik az elhírhedt időjós életéből, 1858. A palotásnótákról); Népujság (1859. A florenczi búza és szalmakalapok, Magyarország bortermelése, A gyümölcsfa-gyűrűzés és zsinórozás, A chinai thea fogyasztása és termelése, 1860. Bortermelés a temesi bánság, Szerémség, Horvátország és Erdélyben, A szarvasgomba, Gabonászati Közlemények, Az angol gallowai tehén, Az angol vadászló, A Rambouillet-juhok, Dohánytermelési jegyzetek és költ.); Falusi Gazda (1861-től); Falusi Gazda Naptára (1865., 1867); Kertész Gazda (1865-től); Gazdasági Lapok (1868-tól, 1880. A kiméletre méltó hasznos madarak névjegyzéke); Vadász és Versenylap (1870.); Földmívelési Érdekeink (1873-1874. 1881.); Borászati Lapok (1874-től); Magyar Gazda (1874-75.) Délibáb, Néplap, Kalauz, Politikai Ujdonságok, Gallus, Magyar Föld, A Kert, Szárnyasaink sat. több száz cikk.

## Munkái
- Büntetőtörvény magyarázata. Pest, 1855-1856. Öt füzet.
- A magyar aristokratia. Pest, 1856.
- Az ó-conservativok. Pest, 1856.
- Mult-jelen, vagy: Hogyan kell a finánczián segítni. Pest, 1856.

Szerkesztette és kiadta a Kertészgazdászati Évkönyv Képes-Naptárát 1863-ra (Girókúti P. Ferenccel együtt).